# Rafael Terol Aznar
Rafael Terol Aznar (Alcoi, 1916 - 3 d'octubre de 2009) va ser un polític i empresari valencià. Es llicencià en dret a la Universitat de València el 1935 i des de 1943 exercí com a advocat, alhora que ha treballat en el sector tèxtil. Durant el franquisme fou degà del Col·legi d'Advocats d'Alcoi, president del Sindicat Tèxtil Provincial, directiu de la Mútua de Llevant, de l'Associació Sant Jordi i del Club Esportiu Alcoià i conseller de la Caixa d'Estalvis de la Mediterrània.
El 1975 fou nomenat alcalde d'Alcoi i diputat provincial, i des del seu càrrec impulsà la Unió de Municipis de la Muntanya i defensà l'estatut valencià. El 1977 va ingressar a la Unió Democràtica del País Valencià (UDPV) i dimití com a alcalde per a presentar-se com a senador a les eleccions generals espanyoles de 1977, però no fou escollit. Durant l'etapa preautonòmica fou diputat per la UCD a les Corts Valencianes. Posteriorment deixà la política i tornà al món empresarial.
El 2000 era president de l'empresa Manufacturas Estambre, vicepresident del Consell Territorial valencià de Caixa Mediterrani i de l'Associació d'Empresaris Tèxtils de València. El 2002 va rebre la Medalla al Mèrit del Treball.
Va ser conseller de l'Institut Tecnològic Tèxtil - AITEX i fundador de la Fira Textilhogar.

## Obres
- Régimen jurídico de sociedades anónimas (1952)
- Un alcalde para la transición (memòries)